# Paula de Solminihac
Paula de Solminihac Castro (Santiago, 11 de julio de 1974) es una artista visual chilena. Exponente del arte contemporáneo, en sus obras destaca el uso de elementos naturales y el trabajo en cerámica, dibujo, fotografía e instalación, que ha expuesto en espacios como el Museo del Barro de Asunción, Bienal internacional de arte de Pekín (en el Museo Nacional de China) y la feria de arte Art Basel.
Representada por la Galería Isabel Aninat (Santiago) y la Galerie Dix9 Hélène Lacharmoise (Paris), actualmente es profesora en la Escuela de Arte de la Pontificia Universidad Católica de Chile y directora de la Fundación Nube, dedicada a proyectos de arte y educación.

## Carrera y obra
Licenciada en Artes Visuales de la Pontificia Universidad Católica de Chile el año 1999, desde 2001 ejerce la docencia en talleres de pregrado y posgrado de dicha casa de estudios. En 2004 se tituló como Magíster en Artes Visuales de la Universidad de Chile.
Ha sido becaria de la Fundación Rockefeller y algunas de sus obras forman parte de la colección de Fundación Deutsche Bank (Ginebra), Fundación Misol (Bogotá), Fundación AMA (Santiago) y colección Sayago & Pardon (California).
Desde 2012 dirige la Fundación Nube Lab, proyecto de arte y educación que alberga programas educativos sobre arte contemporáneo mediante actividades y talleres aplicados a grupos escolares.
En su obra, a través del trabajo con materias blandas y usando formas abstractas y simples, Paula de Solminihac investiga el gesto del artista y el espacio en que reside, desde la creación con elementos naturales como la arcilla, tierra, hojas secas y el barro, entre otros. También destaca en su trabajo la técnica de la cerámica, donde la circularidad es uno de los conceptos principales, así como el modelado en barro y su cocción en fuego, resultando una vasija, como forma de contención y conservación de los alimentos.
En esta conceptualización, la figura del triángulo culinario, diseñada por el antropólogo Claude Lévi-Strauss, ha sido usada por la artista para identificar los procesos llevados a cabo en la ejecución de dichos trabajos, entendiendo el estructuralismo como una corriente conceptual apropiada para poder comprender los procesos constructivos de proyectos y obras.